# دونالد إل. كوكس
دونالد إل. كوكس (بالإنجليزية: Donald L. Cox)‏ هو ثوري أمريكي، ولد في 16 أبريل 1936 في أبلتون سيتي في الولايات المتحدة، وتوفي في 19 فبراير 2011 في Camps-sur-l'Agly ‏ في فرنسا.